# Tweede Internationale
De Tweede Internationale (ofwel "Socialistische Arbeiders-Internationale") is een voormalige internationale organisatie voor socialistische politieke partijen en vakbonden. De Tweede Internationale werd dertien jaar na de opheffing van de Eerste Internationale (1876) in Parijs opgericht op 14 juli 1889, naar aanleiding van de honderdste verjaardag van de bestorming van de Bastille.

## Geschiedenis

### Oprichting
Na de val van de Eerste Internationale door de strijd tussen marxisten en anarchisten was er nog steeds animo voor de vorming van een internationale socialistische organisatie. In Gent was er in september 1877 een herenigingscongres, maar tijdens dit congres brak de strijd tussen de anarchisten en marxisten weer los, zodat de terugkeer naar een verenigde Internationale mislukte.
In 1883 organiseerden de possibilisten een internationaal arbeidscongres in Parijs met afgevaardigden van vakbonden en politieke partijen. In 1886 organiseerden de possibilisten een soortgelijk congres in Parijs met Britten, Fransen en Belgen. De possibilisten kregen de opdracht van het congres om in 1889 weer een congres te organiseren. De possibilisten organiseerden met de Britse vakbonden een conferentie in Londen ter voorbereiding van het congres. In 1888 was de conferentie in Londen waar afgevaardigden uit Groot-Brittannië, Frankrijk, België, Nederland, Denemarken en Italië aanwezig waren. De Britse vakbonden waren tegen het uitnodigen van politieke partijen en daardoor waren er geen Duitsers aanwezig op deze conferentie. De Duitse marxisten waren hierover boos. De Franse marxisten en blanquisten waren daarnaast niet blij dat de Franse possibilisten de organisatoren van het internationale congres zouden zijn. Daarom besloten de Franse marxisten en blanquisten met steun van de Duitse marxisten om in 1889 zelf een congres te organiseren tegelijkertijd met het geplande Internationale congres van de possibilisten. De Nederlanders en Belgen organiseerden in februari 1889 een conferentie in Den Haag in het huis van Ferdinand Domela Nieuwenhuis om de marxisten en possibilisten te overtuigen om één gezamenlijk congres te organiseren, maar dit mislukte.

### Congres van 1889
Op 14 juli 1889 werden ter ere van het honderdjarige jubileum van de bestorming van de Bastille de twee internationale congressen gehouden. Sommige leden namen deel aan beide congressen en de twee congressen brachten ongeveer dezelfde verklaringen naar buiten. Op het congres georganiseerd door marxisten en blanquisten werd 1 mei gekozen als de internationale Dag van de Arbeid. Dit plan was bedacht door de Amerikaanse vakbond American Federation of Labour (AFL). Dit punt werd door Raymond Lavigne op de agenda gezet om de opstand in Chicago jaarlijks te herdenken.

### Andere congressen
Op het tweede congres, in 1891 te Brussel, werd het "Internationaal Socialistisch Bureau" gesticht. Later zou Emile Vandervelde er voorzitter van worden en Camille Huysmans secretaris. Op dit congres diende Wilhelmina Drucker samen met afgevaardigden uit Duitsland, Oostenrijk en Italië een resolutie in waarin socialistische partijen uit alle landen opgeroepen werden het streven naar volledige juridische en politieke gelijkheid van mannen en vrouwen in hun programma's op te nemen. Het congres aanvaardde deze resolutie. Bij het congres van 1891 waren de deelnemers van de twee congressen verenigd. 
Na de congressen van Parijs en Brussel volgden Zürich (1893), Londen (1896), Parijs (1900), Amsterdam (1904), Stuttgart (1907), Kopenhagen (1910) en Bazel (1912). Op het congres van Londen werden de nog altijd machtige anarchosyndicalistische beweging en haar vakbonden uitgesloten van deelname.
Belangrijke discussies binnen de Tweede Internationale waren verder:
- het veroveren van de politieke macht, tegenover het sluiten van compromissen en het opzijschuiven van het einddoel.
- het evenwicht tussen vreedzame en niet vreedzame strijd
- de houding ten aanzien van de koloniale politiek
- de houding ten aanzien van oorlog.

### Verdeeldheid binnen de Internationale
Deze twistpunten gaven aanleiding tot het ontstaan van een reformistische en een revolutionaire vleugel binnen de Internationale. Friedrich Engels, Rosa Luxemburg en Vladimir Iljitsj Lenin speelden een opvallende rol.
De houding in geval van oorlog leidde uiteindelijk tot de ontbinding van de Tweede Internationale. Het uitbreken van de Eerste Wereldoorlog deed een hele reeks partijen afstappen van hun anti-oorlogsstandpunt. Zo stemden de Belgische socialisten onder leiding van Emile Vandervelde vóór de oorlogskredieten. Alleen de bolsjewieken, de Hongaarse, Bulgaarse en Italiaanse sociaaldemocraten en de Socialistische Partij van de Verenigde Staten hielden vast aan de anti-oorlogsresoluties. Zij riepen een aparte conferentie bijeen in het Zwitserse Zimmerwald.
Pas in 1923, op het congres van Hamburg, werd de eenheid tussen reformisten enigszins hersteld, onder de naam "Sozialistische Arbeiter Internationale" (S.A.I.). De revolutionaire vleugel hergroepeerde zich vanaf maart 1919 in de Derde Internationale.